# طه علوان
طه علوان فنان عراقي ولد في 11 كانون الأول 1953 في مدينة بغداد في منطقة الطوبجي ، شارك في العديد من الأعمال الفنية في السينما والمسرح والتلفزيون ومثل أكثر من خمسين عملا مسرحيا، كما قدم أكثر من مائة وعشرون مسلسل تلفزيوني وشارك في العديد من المهرجانات المسرحية العربية والدولية ونال جوائز تقديرية عديدة كأفضل ممثل عراقي بدايته الفنية منذ الصغر ونقطة انطلاقه وظهوره اللامع في عقد الثمانينات حيث كان للمسرح العسكري حصة الاسد في تمثيل العديد من المسرحيات فيه منها مسرحيات (حسين ارخيص) و (البرقية) و (أطراف المدينة ج2) و (بيت وخمس بيبان) وغيرها، وعلى صعيد الدراما العراقية شق طريقه من خلال حضوره المتميز في الشخصية الرئيسة للمسلسل التاريخي (المقتفي لامر الله) بعدها عمل مع الكثير من المخرجين العراقيين في أعمال لا حصر لها منها (الملاذ الأمن) و (رأس الرياح) و (الزمن والغبار) مع المخرج هاشم أبو عراق، ومسلسلات (أماني للسيدات) و (غرباء الليل) و (هذا هو الحب) و (الحرب والسلام) و (البيت المنسي) و (الاختطاف اللعين)، ومسلسل (أنا وليلى) إخراج السوري طلال ممدوح، وعمل مع العديد من المخرجين منهم: علي أبو سيف واركان جهاد وخيرية المنصور وعزام صالح ورجاء كاظم ونبيل يوسف وفاروق القيسي وفارس طعمة وجلال كامل، وعمران التميمي في الجزء الأول من مسلسل (بيت الطين) بشخصية (الشيخ عجاج). وقدم أكثر من ثلاثمائة عمل اذاعي وابرزهم مسلسل (حذاري من اليأس) وكان يعتمد على رسائل المستمعين وكانت تبث بشكل درامي وأخرجها (فخري حكمت) والراحل (محمد الصكر).

## أعماله

### المسلسلات
1. لو كنت القاضي عام 2000
2. حلم وخيال عام 2022
3. النبي أيوب عام 2014
4. سامكو عام 2014
5. حفيظ عام 2013
6. خان الذهب 2023
7. نزف جنوبي 2013
8. البقاء على قيد العراق عام 2012
9. صرخة التراب عام 2012
10. فندق قدري عام 2012
11. م.م عام 2012
12. أيوب عام 2011
13. رجال وقضية عام 2011
14. طائر الجنوب عام 2011
15. متى ننام عام 2011
16. مرافئ الحنين عام 2011
17. البيت المنسي عام 2010
18. الحب أولاً عام 2010
19. ساعة الصفر عام 2010
20. شناشيل حارتنا عام 2010
21. قنبر علي عام 2010
22. مملكة الشر عام 2010
23. الثانية بعد الظهر عام 2009
24. الحب والسلام عام 2009
25. مصير الحب عام 2009
26. الباشا عام 2008
27. رسائل من رجل ميت عام 2008
28. فوبيا بغداد عام 2007
29. سارة خاتون عام 2006
30. عطالة بطالة عام 2006
31. بيت الطين عام 2005
32. هذا هو الحب عام 2005
33. Crucial Issues عام 2005
34. الملاذ آمن عام 2001
35. شخصيات لم ينصفها التاريخ عام 2001
36. قناديل عام 2001
37. الزمن والغبار عام 2000
38. البديل عام 1999
39. سور الضباب عام 1999
40. حكايات قبل أن تنزل الآيات ج1 عام 1998
41. قصة طبيب عام 1998
42. البرج والثعبان عام 1997
43. الحب يأتي من النافذة عام 1997
44. للفقراء مجانا عام 1997
45. رجال الظل عام 1996
46. هستيريا عام 1996
47. الصحوة عام 1995
48. امرأه ورجل عام 1995
49. اسباب الزيارة عام 1993
50. الجرح عام 1993
51. المسافر عام 1993
52. ضيف الليل عام 1993
53. أعالي الفردوس عام 1992
54. الانفجار عام 1992
55. الهروب إلى المجهول عام 1992
56. صانع السيوف عام 1986
57. أوتار ودموع
58. حكايات جدي صالح
59. صندوق الأسرار
60. المسرحيات
61. أم خليل عام 1985
62. أطراف المدينة عام 1994
63. المطحنة
64. الافلام
65. الحاج نجم عام 2014
66. في قاع المدينة عام 2013
67. اعترافات زوجة عام 2001

### في الإنتاج
1. مسلسل الحب يأتي من النافذة عام 1997 للمخرج هادي حسن عمران

### مؤلفاته
1. مسلسل طرقات الليل عام 2000 للمخرج يوسف العاني

## الجوائز والتكريم
حصل على العديد من الجوائز والتكريمات الفنية والعديد من الميداليات والأوسمة والدروع والجوائز من عدة جهات رسمية واجتماعية مختلفة.
1. درع الإبداع من اتحاد الأذاعة والتلفزيون 2022

### روابط خارجية
- طه علوان على موقع قاعدة بيانات الأفلام العربية
- طه علوان (TahaAlwan.Official) على موقع فيس بوك